# Carl Sternheim

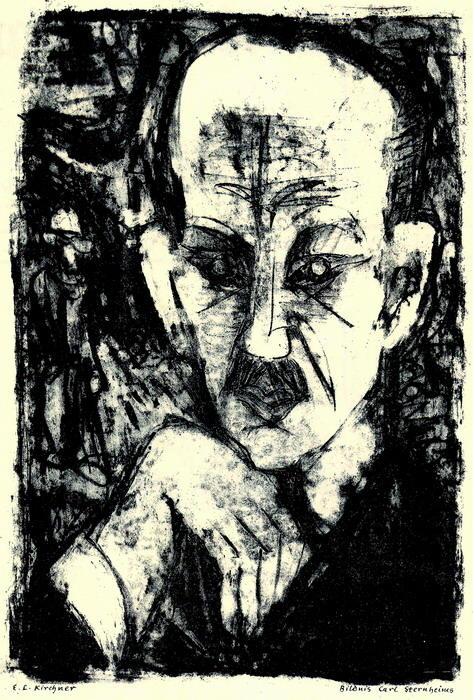
Carl Sternheim (litografia di Ernst Ludwig Kirchner, 1916)

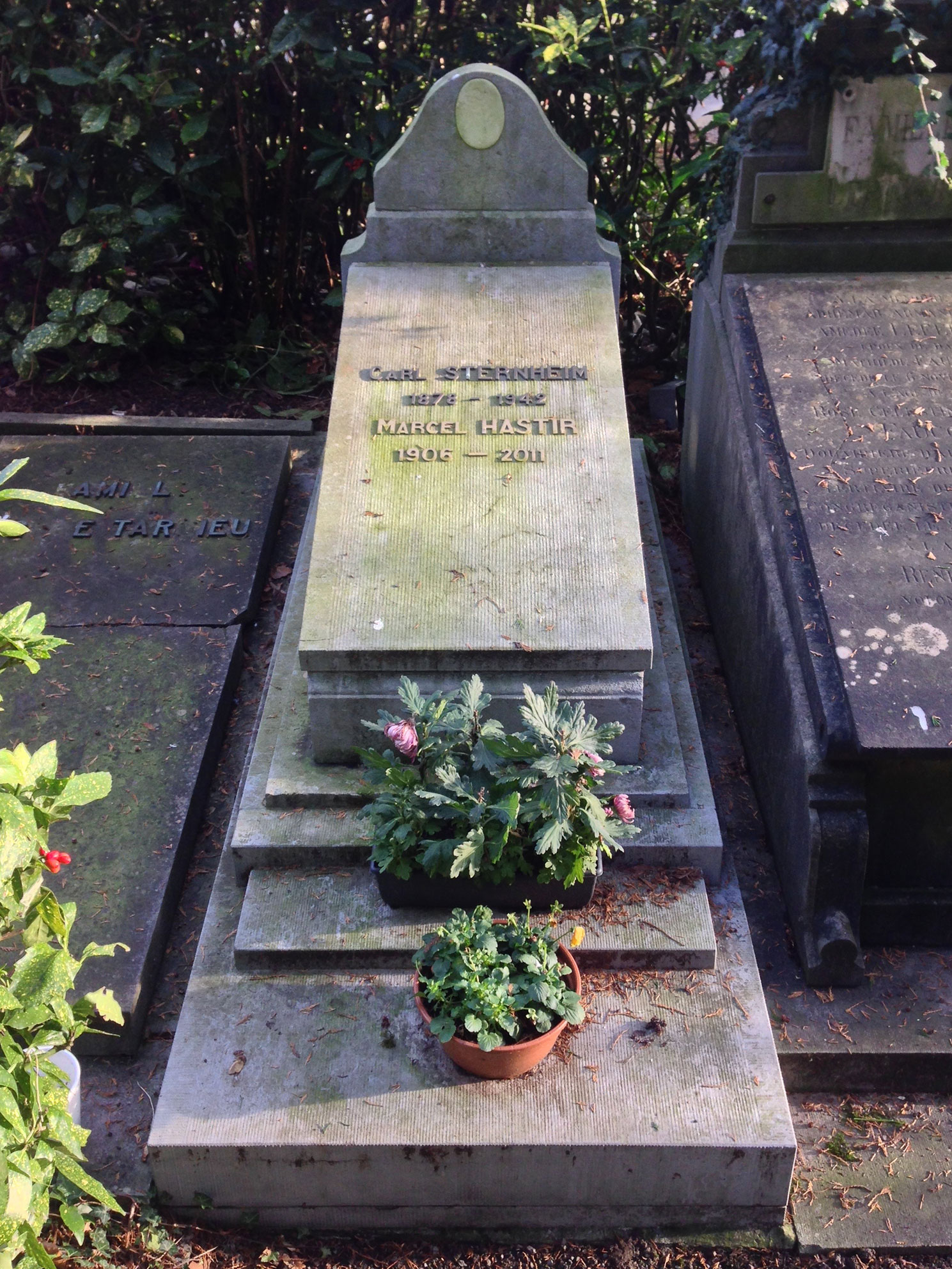
Tomba di Carl Sternheim e Marcel Hastir (1906–2011)

Carl Sternheim (Lipsia, 1º aprile 1878 – Ixelles, 3 novembre 1942) è stato un drammaturgo e scrittore tedesco.

## Biografia
Figlio di un ricco banchiere tedesco di origine ebraica, fu critico analizzatore della società cosiddetta società borghese guglielmina, che smontò con un accurato realismo. Debuttò nel 1898 con Der Heiland e proseguì nel 1901 con Giuda Iscariota, ma raggiunse il suo periodo di massimo splendore nel 1911 con Die Hose, commedia dissacrante. Proseguì quest'ultimo filone con Die Kassette (1912) e Der Snob (1914). nel 1916 fu la volta della commedia Tabula rasa, ma la sua carriera di commediografo si chiuse nel 1925 con il dramma Oscar Wilde.

## Opere

### Teatro
- Don Juan, Insel Verlag, 1909
- Die Hose, Paul Cassirer Verlag, 1911
- Die Kassette, Insel Verlag, 1911
- Bürger Schippel, Insel Verlag, 1913
- Der Snob, Insel Verlag, 1913
- Der Kandidat, Insel Verlag, 1914
- Das leidende Weib, Insel Verlag, 1915
- 1913, Kurt Wolff Verlag, 1915
- Tabula Rasa, Kurt Wolff Verlag, 1916
- Perleberg, Kurt Wolff Verlag, 1917
- Die Marquise von Arcis, Kurt Wolff Verlag, 1919
- Das Fossil, Gustav Kiepenheuer Verlag, 1923
- Die Schule von Uznach, Paul Zsolnay Verlag, 1926

### Narrativa
- Busekow, racconto, Leipzig, Kurt Wolff Verlag, 1914
- Napoleon, racconto, Leipzig, Kurt Wolff Verlag, 1915
- Schuhlin, racconto, Leipzig, Kurt Wolff Verlag, 1916
- Meta, racconto, Leipzig, Kurt Wolff Verlag, 1916
- Mädchen, raccolta di racconti, Leipzig, Kurt Wolff Verlag, 1915
- Posinsky, testo narrativo, Berlin, Heinrich Hochstim Verlag, 1917
- Ulrike, racconto, Leipzig, Kurt Wolff Verlag, 1918
- Chronik, raccolta di racconti, Leipzig, Kurt Wolff Verlag, 1918
- Europa, romanzo, Munich, Musarion Verlag, 1919
- Berlin oder Juste Milieu, Leipzig, Kurt Wolff Verlag, 1920
- Fairfax, racconto, Hamburg, Ernst Rowohlt Verlag, 1921
- Gauguin und Van Gogh, racconto, Berlin, Die Schmiede, 1924
- Vorkriegseuropa im Gleichnis meines Lebens, testo narrativo, Amsterdam, Querido Verlag, 1936

### Opere tradotte in italiano
- Berlino o il juste milieu, trad. di Corrado Alvaro, F. Capriotti, Roma, 1944
- Ciclo dell'eroe borghese: Le mutande; Lo snob; 1913, trad. di G. Zampa, S. Vertone, M. Marianelli, De Donato, Bari, 1967
- Cronaca dell'inizio del ventesimo secolo: quattro novelle, a cura di Laura Bocci, Theoria, Roma, 1991
- Libussa: la cavalla dell'imperatore, trad. di Margherita Carbonaro, Adelphi, Milano, 1995
- Schuhlin, a cura di Raoul Precht, La Camera Verde, Roma, 2015